# Григорович-Барський Володимир Петрович
Володимир Петрович Григоро́вич-Ба́рський (нар. 14.06.1878, Київ — пом. після 1926) — український композитор, піаніст і музичний педагог.

## Біографія
Народився 14 червня 1878 року у місті Києві (нині Україна). Батьки - купець Петро Олександрович Григорович-Барський та Софія Людвігівна (уроджена Беренштам), сестра відомого громадського діяча, члена "Громади" Вільяма Беренштама. Праправнук Івана Григоровича Григоровича-Барського.
1901 року закінчив Київське музичне училище Росіського музичного товариства, де навчався у класі Володимира Пухальського; 1906 року — Ляйпцизьку консерваторію.
Артистичну діяльність розпочав у Німеччині. У 1907 повернувся до Києва, протягом 1909–1914 років був власником і викладачем музичних курсів. У 1914–1918 роках — професор Петроградської народної консерваторії. З 1918 року знову у Києві, викладав гру на фортепіано у музичній школі М. Якобі-Павловича та школі мистецтв. Помер після 1926 року.
Дружина Катерина Андріївна – викладач нем.яз. у жіночій гімназії Л.Є.Браткової.